# Mitterskirchen
Mitterskirchen – miejscowość i gmina w Niemczech, w kraju związkowym Bawaria, w rejencji Dolna Bawaria, w regionie Landshut, w powiecie Rottal-Inn. Leży około 18 km na północny wschód od Pfarrkirchen, przy drodze B588.

## Dzielnice
W skład gminy wchodzą trzy dzielnice: Hirschhorn, Mitterskirchen i Hammersbach.

## Demografia
| Rok  | Liczba mieszk. |
| ---- | -------------- |
| 1970 | 1 453          |
| 1987 | 1 612          |
| 2000 | 1 959          |

## Oświata
(na 1999)

W gminie znajduje się przedszkole (75 miejsc i 86 dzieci) oraz szkoła podstawowa (18 nauczycieli, 314 uczniów).